# OpenMPT
OpenMPT (początkowo jako ModPlug Tracker) – tracker napisany przez Oliviera Lapicque’a dla systemu operacyjnego Windows.
Początkowo rozwijany był jako wtyczka do przeglądarek internetowych umożliwiający odtwarzanie modułów muzycznych (plików stworzonych na przykład w programach IT, XM, czy też S3M). Z czasem z tej wtyczki rozwinął się także ModPlug Player.
Najbardziej charakterystyczną cechą OpenMPT, zwłaszcza gdy porównać go z innymi programami tej klasy, jest jego prosty interfejs oparty na standardowych elementach systemu Windows. Dzięki temu jest on popularnym wyborem wśród początkujących twórców muzyki trackerowej, podczas gdy bardziej doświadczeni wybierają programy takie jak Renoise i Skale Tracker, które swym wyglądem przypominają klasycznego FastTrackera II.
Wśród obsługiwanych przez OpenMPT formatów można znaleźć między innymi pliki IT (Impulse Tracker), XM (FastTracker Extended Module), MOD and S3M (Screamtracker), DLS, SF2 (Soundfont) i wiele innych.
W grudniu 1999 Olivier Lapicque wysłał odpowiedzialne za odtwarzanie dźwięku fragmenty kodu źródłowego do Kenton Varda, by ten wzbogacił linuksowy odtwarzacz dźwięku XMMS o obsługę modułów muzycznych. Kod został udostępniony na zasadach licencji GPL, a następnie jako własność publiczna. Co więcej, wydzielono z niego osobną bibliotekę programistyczną, libmodplug.
Z powodu braku czasu autor tego programu na początku 2004 roku zrezygnował z jego dalszego rozwijania, udostępniając jego kod na zasadach GNU General Public License.

## OpenMPT
Rozwój trackera został przejęty przez społeczność, a nazwę programu zmieniono na OpenMPT. W 2009 roku zmieniono też jego licencję na BSD. OpenMPT wspiera wtyczki VST, posiada własny format modułów MPTM, a począwszy od wydania 1.23 jest dostępny również w wersji 64-bitowej.